# Радлув (Нижньосілезьке воєводство)
Радлув (пол. Radłów) — село в Польщі, у гміні Завоня Тшебницького повіту Нижньосілезького воєводства.
У 1975-1998 роках село належало до Вроцлавського воєводства.